# Загустайський дацан
Загустайський дацан «Дечін Рабжилінг» (бур. Загастайн хийд Загастайн хійд; колишні назви: Джагустайський, Джагустаєвський, Тохойський) — буддійський монастир (дацан) тибетської школи гелуг Буддійської традиційної сангхи Росії.
Розташований на відстані 6 км на південь від улусу Тохой Селенгинського району Бурятії, і в 4 км на північний схід від околиці міста Гусиноозерська, на автошляху А340.

## Історія

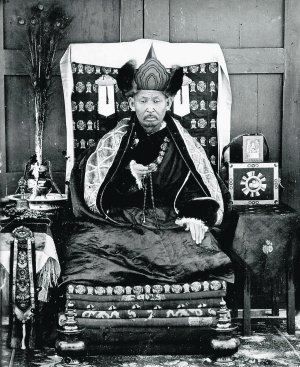
Пандіто Хамбо лама Даші-Доржо Ітігелов, який служив у Загустайському дацані в 1883—1889 рр.

Загустайський дацан був заснований в 1784 році парафіянами Ацайського дацану, що жили на північний схід від Гусиного озера і належали до шести булагатських родів. Спочатку розташовувався в повстяної юрті на лівому березі річки Загустай. Перший дерев'яний соборний храм (Цогчен-дуган) був побудований в 1789 році.
До 1863 році в дацані, крім головного храму Цогчен-дугана, було 11 малих храмів — суме:
- Аюші-суме, на честь Будди Довгого Життя Амітаюса
- Гунріг-суме, присвячений Будді Вайрочані
- Дара-ехе-суме, на честь Тари
- Демчок-суме, присвячений Йідаму Чакрасамварі
- Докшит-суме, або Сахюусан-суме, присвячений Захисникам Вчення Будди
- Курду-суме
- Майдарі-суме, присвячений Будді Майбутнього — Майтреї
- Найдан-суме, присвячений 16 аргатам — учням Будди Шак'ямуні
- Оточі-суме, або Манба-дуган, присвячений Будді медицини Оточі
- Шагдор-суме
- Шак'ямуні-суме, на честь Будди Шак'ямуні

У 1864 році всі будівлі Загустайського дацану згоріли у вогні великої пожежі.
У 1867 році було вирішено побудувати новий, тепер уже кам'яний дацан. Однак довгий час не могли визначитися з місцем будівництва. З цієї причини в 1880 році побудували тимчасовий дерев'яний храм в урочищі Тохой. У 1891 році його перенесли на колишнє місце в місцевість Загустай.
C 1883 по 1889 рік у Загустайському дацані служив майбутній 12-й Пандіто Хамбо лама Даші-Доржо Ітігелов .
У 1894 році парафіянами були побудовані кілька суме, господарські будівлі, огорожі, а також здійснили фарбування дацану.
У 1908—1909 роках Загустайський дацан був перенесений в місцевість Тохой на лівому березі річки Убукун поблизу теперішнього улусу Жаргаланта .
У 1910 році настоятелем дацану був Циден Циденжапов. У 1912 році в штаті дацану значилися: бгікшу Циренпіл-Гунзин Гармаєв, Дондуп Зотбоєв, Очир-Гилик Дандаров, Ірдинь Цоктоев, Намжил-Батоцирен Шойжамсуєв, який виконував обов'язки ширеете лами (настоятеля).
У 1933 році в ході проведення антирелігійної політики Загустайський дацан був закритий і в наступні роки повністю зруйнований. Лами дацану були репресовані, велика частина з них була розстріляна.

## Відродження
Відродження Загустайського дацану почалося 17 серпня 2012 року, коли в Селенгинському районі, в місцевості Обоотой Губе 24-й Пандіто Хамбо лама Дамба Аюшеєв вибрав місце для зведення першого храму — Сахюусан-суме .
Будівництво почалося методом народного будівництва в тому ж році. Відновлення дацану відбувалося на добровільні пожертвування жителів Селенгинського району та спонсорській підтримці бізнесменів, вихідців з цього району. 23 серпня 2013 року в Улан-Уде пройшов благодійний концерт на підтримку будівництва Загустайського дацану.

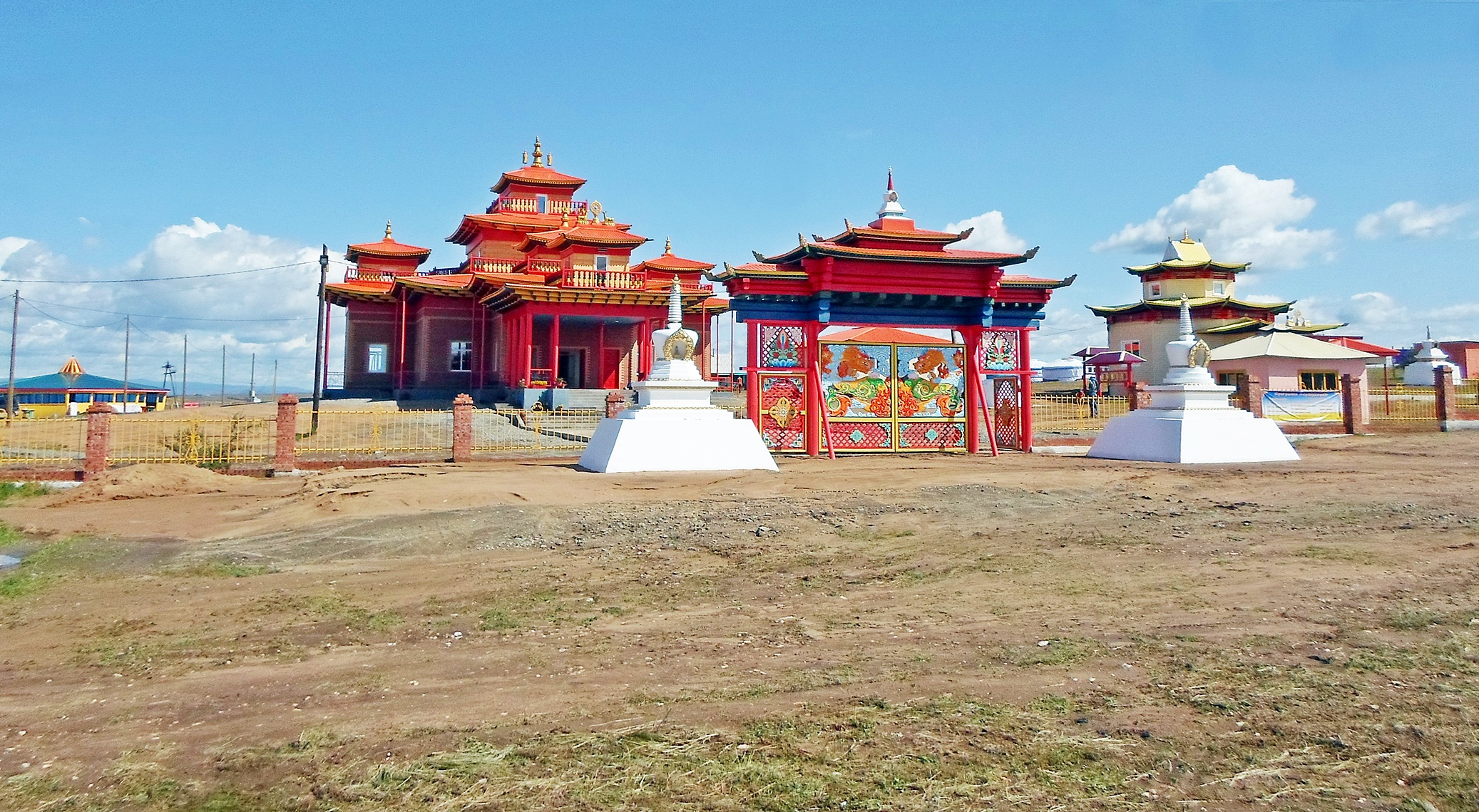
Загустайський дацан. Серпень 2019 року

Урочисте відкриття та освячення відродженого Загустайського дацану відбулося 13 вересня 2014 року.
На даний час настоятелем (ширеете) дацану є Баясхалан-лама. Служби ведуться в єдиному поки що дугані — Сахюусан-суме. У 2015 році розпочато приготування до зведення головного соборного храму — Цогчен-дугана. 22 серпня 2019 року відбулося відкриття Цогчен-дугана.